# ERF Medien (Schweiz)

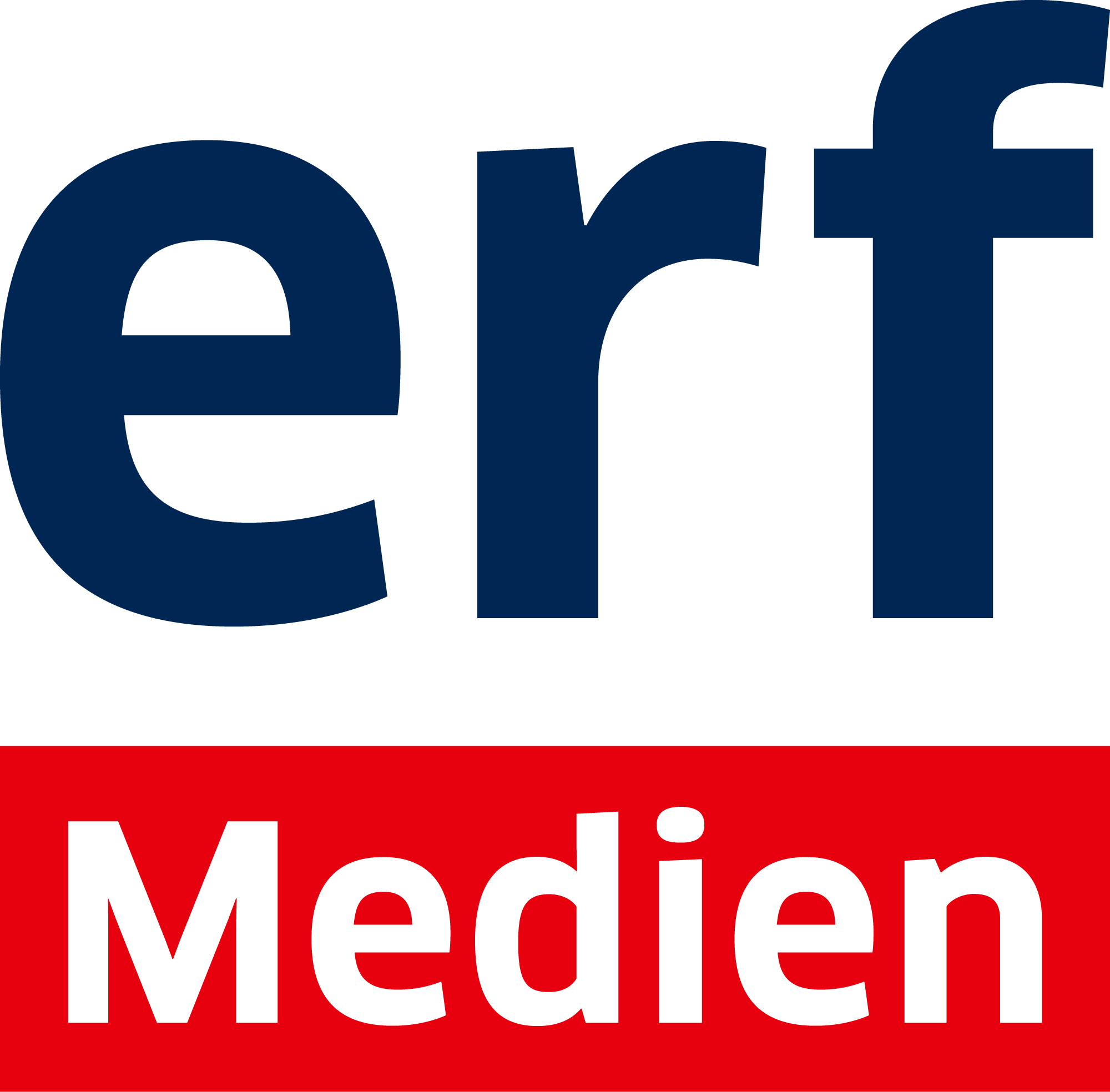
Logo von ERF Medien Schweiz

ERF Medien ist eine Schweizer Fachredaktion im Bereich Glaube und Gesellschaft. Als Medienunternehmen produziert sie TV- und Radiobeiträge für das In- und Ausland zu Themen um den christlichen Glauben. Sie bedienen schweizerische und internationale Radio- und Fernsehsender und betreiben Radio Life Channel, Fenster zum Sonntag, sowie verschiedene Videoformate. ERF Medien ist in der Rechtsform eines Vereins organisiert. Seit dem 26. Mai 2003 ist er unter der Bezeichnung «ERF Schweiz», später «ERF Medien» im Zürcher Handelsregister verzeichnet.
Monatlich erscheint das Publikationsorgan ERF Medien Magazin, ehemals «antenne» und informiert über Programme und Themen.
Die Finanzierung erfolgt durch Spenden, Legate, Sponsoring, Werbung und Verlagserträge. ERF Medien Schweiz setzte 2023 8,4 Mio. Franken um. Bei den Ausgaben gehörten u. a. Verpflichtungen in den weltweiten Radiohilfsprojekten und Partnerschaften von jährlich 350.000 Franken dazu.

## Programme

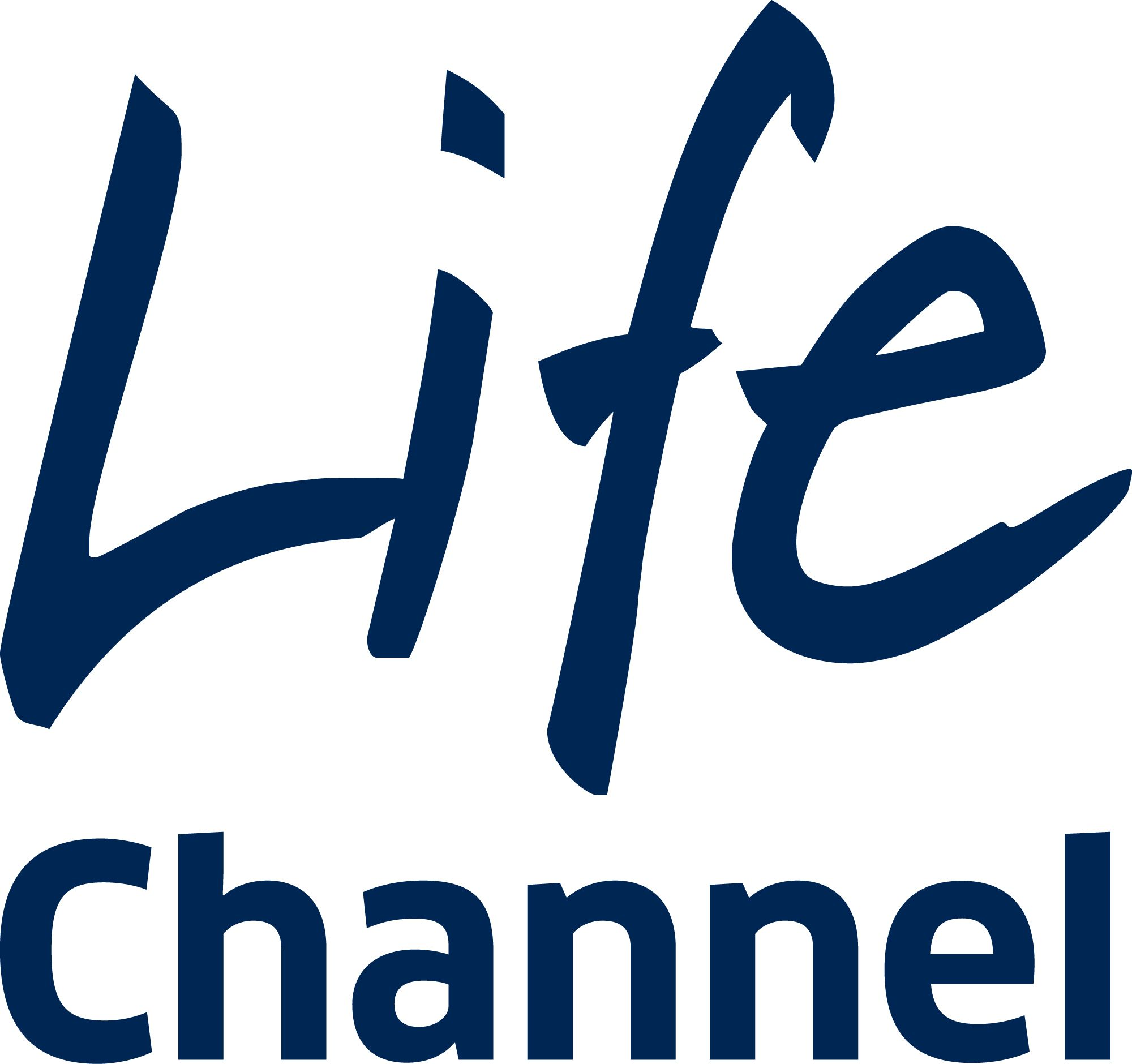
Logo von Radio Life Channel

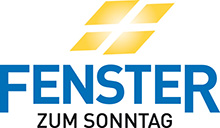
Logo FENSTER ZUM SONNTAG

Seit 1. Oktober 2005 betreiben ERF Medien das erste schweizerische christliche Radioprogramm Radio Life Channel. Das Programm ist als Livestream und über DAB+ empfangbar. Es steht ein Archiv von 12.000 Audio- und Videobeiträgen zum Abruf zur Verfügung. Seit November 2018 betreiben ERF Medien den Life Channel Talk mit Lebensgeschichten, Diskussionen und Gespräche ohne Musikunterbrechung rund um die Uhr per Streaming und Podcast.
In Schweizer Privatradios werden zudem jährlich rund 500 Beiträge und Sendungen von ERF Medien ausgestrahlt. Seit September 1995 ist auf SRF zwei die halbstündige Fernsehsendung Fenster zum Sonntag auf Sendung. Dabei produzieren ERF Medien 14-täglich einen FENSTER ZUM SONNTAG-Talk. Die TV-Sendungen erreichen jedes Wochenende durchschnittlich über 60.000 Zuschauer und sind auch im Internet abrufbar. «Fenster zum Sonntag» ist ein gemeinsames Projekt von ERF Medien Pfäffikon ZH und Alphavision AG in Wangen.
ERF Medien sind seit 1996 im Internet präsent. In Zusammenarbeit mit der Partnerorganisation ERF Medien (Deutschland) ist ein IPTV-Fernsehangebot abrufbar.
Gemeinsam mit der Partnerorganisation Trans World Radio (TWR) strahlen ERF Medien weltweit in über 230 Sprachen und Dialekten Sendungen aus. Zudem werden für die internationalen Programme der Partnerorganisation ERF Deutschland jährlich gegen 400 deutschsprachige Sendungen produziert. Internationale ERF-Programme sind zu hören über DAB+ (D), Satellit Astra 1C, aber auch UKW-Sender in Südtirol und Österreich.
ERF Medien beteiligen sich an der Finanzierung und Unterstützung der Hilfsprojekte «Woman of Hope» und «Afrika soll leben»

## Geschichte
Der ERF Deutschland hat seine Vorgeschichte in der Schweiz. Auslöser für dieses christliche Radio war eine internationale Konferenz von Jugend für Christus 1948 in Beatenberg unter Beteiligung von Billy Graham, Bill Bright und Hermann Schulte zum Thema der christlichen Mission für Europa. Ein Konferenzteilnehmer war auch Paul E. Freed.

„Europa hat einige bedeutende Konzentrationspunkte für die Arbeit am Evangelium. Zu ihnen gehört Beatenberg in der Schweiz.“

Die von Freed am 11. Februar 1952 gegründete «Internationale Evangelisationsgesellschaft» strahlte ab dem 22. Februar 1954 von der damals international verwalteten Stadt Tanger christliche Sendungen für Spanien aus. Ab Juni 1956 wurde in der neuen Missionsgesellschaft eine deutsche Abteilung aufgebaut. Im Herbst 1956 kam Tanger wieder zu Marokko, dessen Regierung bis Ende 1959 alle Radiostationen verstaatlichen wollte. Unter sehr schwierigen wirtschaftlichen Bedingungen wurde am 19. September 1959 ein Vertrag mit Radio Monte Carlo über den Kauf von Sendezeit geschlossen. Die Missionsgesellschaft nannte sich nun Trans World Radio. Am 20. September 1959 begann in den Räumen des 1949 gegründeten Verlages von Hermann Schulte in Wetzlar (heute Gerth Medien) die deutsche Radioarbeit. Hermann Schulte begann schon 1957 mit christlicher Radioarbeit über Radio Luxemburg. Am 19. Oktober 1959 wurde in Wetzlar der deutsche Unterstützungsverein «Evangeliums-Rundfunk» gegründet. Zu den acht Gründern gehörte Paul E. Freed, Gertrud Wasserzug (Bibelschule Beatenberg), der Verleger Hermann Schulte und der Evangelist Anton Schulte. Ab April 1960 arbeitete der spätere langjährige Leiter Horst Marquardt mit. Vom 5. Februar 1961 an wurden viertel- und halbstundenweise christliche Programme in Deutsch und durch Trans World Radio auch in anderen europäischen Sprachen gesendet. Sehr bald wuchs die Hörerschaft in Deutschland, der Schweiz und Österreich zu einer befreundeten Hörergemeinde zusammen. Ab Mai 1968 gab es eine Schweizer Zweigstelle des ERF, 1972 eine Geschäftsstelle. Der Schweizer Verein des Evangeliums-Rundfunks wurde 1973 gegründet. Gearbeitet wurde zuerst in Herrliberg, dann in Pfäffikon ZH.

### ERF Medien Schweiz
1973 war die Gründung des Vereins „Evangeliums-Rundfunk Schweiz“ mit Sitz in Herrliberg (später Pfäffikon ZH).
Bis 1982 folgte eine Pionierphase, in welcher Radiokonzessionsgesuche ans EVED eingegeben wurden (1973 erstes Gesuch, 1981 zweites Gesuch zur Erteilung einer „landesweiten, für alle Sprachregionen gültigen Konzession für Radio und evtl. TV-Sendungen“). 1982 erliess der Bundesrat im Juni die „Verordnung lokale Rundfunkversuche“ RVO. Der Bundesrat erteilte 36 Lokalradio-Konzessionen.
Von 1983 bis 1991 erfolgte der Aufbau der Lokalradioarbeit: ab 1983 in Herrliberg als Geschäftssitz von ERF Schweiz. In diese Zeit fiel 1986 die Anstellung des ersten vollzeitlichen Redaktors, die Einrichtung der ersten Computer-Hardware oder 1987 die Einrichtung einer eigenen Seelsorgeabteilung.
1992 begann der Umzug nach Pfäffikon ZH. Im Mai 1995 die Erteilung einer auf zwei Jahre begrenzte Fernsehkonzession an die Alphavision AG erfolgen. Diese bedeutete im September 1995 den Start für Fenster zum Sonntag auf dem SRG Sender Schweiz 4, produziert zu je 50 Prozent durch ERF Schweiz (Talk) und Alphavision (Magazinformat). Später folgten definitive Fernsehkonzessionen und der Sendestart auf SFzwei.
Ebenso begann 1997 die Ausstrahlung des Programms Radio ERF über Radio EVIVA.
1998 wurde ERF Schweiz Mitglied im Verein Schweizer Privatradios VSP.
2001 wurde die erste Ausgabe des Schweizer Magazins „antenne“ (heut Life Channel Magazin) gedruckt.
2003 folgte ein Namens-Wechsel von Evangeliums-Rundfunk zu ERF Schweiz.
Zwischen 2004 und 2009 war ein Ausbau zum schweizweiten christlichen Radio.
2004 erfolgte die Einreichung eines Konzessionsgesuchs für ein christliches UKW-Radio an das Departement UVEK in Bern, zusammen mit der Petition mit 51.000 Unterschriften für ein christliches Radio. Die Konzession wurde nur für Kabel erteilt.
2005 startete im Oktober Radio Life Channel über Kabel und Internet. 2009 ging der erste Digitalsender auf dem Zürcher Uetliberg auf Sendung. Radio Life Channel gehörte während der Pilotphase zu den ersten Radios, die via DAB ihre Programme ausstrahlten.
2008 war ein erneuter Namens-Wechsel von ERF Schweiz auf ERF Medien.
2009 erfolgte eine Neu-Lancierung des FENSTER ZUM SONNTAG-Talk mit dem Radiomoderator Ruedi Josuran.
Im Jahre 2011 wurde FENSTER ZUM SONNTAG auf dem prominenten Sendeplatz SRF 1 ausgestrahlt.
2011 folgte ein Ausbau des Digitalradionetzes mit Radio Life Channel.
2012 war eine Neu-Lancierung des Internetauftritts. Dazu gehören auch Formate wie „Die 10Besten“.
Im Jahre 2016 wurde FENSTER ZUM SONNTAG auch auf SRF1 ausgestrahlt (neben SRF zwei und SRF info).
2019 ging Life Channel Talk als Internet-Stream auf Sendung.
2021 war die Lancierung der MUSIC Loft als eigenständiges Format.
2023 begannen 12 neu konzipierten Podcasts.